# ISO 3166-2:IR
کد ISO 3166-2:IR بخشی از استاندارد ایزو ۳۱۶۶ برای کشور ایران است که توسط سازمان بین‌المللی استانداردسازی ISO تنظیم شده‌است این سازمان، کدهای استاندارد را برای تقسیمات کشوری (ایالتها یا استانهای) کشورهای فهرست شده در استاندارد ایزو ۳۱۶۶-۱ تعریف می‌کند.
هر کد شامل دو بخش می‌گردد که توسط علامت - جدا می‌گردند.
- بخش نخست IR که در ایزو ۳۱۶۶-۱ آلفا-۲ کد کشور ایران است.
- بخش دوم هم که شامل یک یا دو یا سه حرف است، بیان‌کننده استان کشور ایران است.

## کدها
| کد    | نام استان‌ها               |
| ----- | ------------------------- |
| IR-03 | استان اردبیل              |
| IR-32 | استان البرز               |
| IR-02 | استان آذربایجان غربی      |
| IR-01 | استان آذربایجان شرقی      |
| IR-06 | استان بوشهر               |
| IR-08 | استان چهارمحال و بختیاری  |
| IR-04 | استان اصفهان              |
| IR-14 | استان فارس                |
| IR-19 | استان گیلان               |
| IR-27 | استان گلستان              |
| IR-24 | استان همدان               |
| IR-23 | استان هرمزگان             |
| IR-05 | استان ایلام               |
| IR-15 | استان کرمان               |
| IR-17 | استان کرمانشاه            |
| IR-29 | استان خراسان جنوبی        |
| IR-30 | استان خراسان رضوی         |
| IR-31 | استان خراسان شمالی        |
| IR-10 | استان خوزستان             |
| IR-18 | استان کهگیلویه و بویراحمد |
| IR-16 | استان کردستان             |
| IR-20 | استان لرستان              |
| IR-22 | استان مرکزی               |
| IR-21 | استان مازندران            |
| IR-28 | استان قزوین               |
| IR-26 | استان قم                  |
| IR-12 | استان سمنان               |
| IR-13 | استان سیستان و بلوچستان   |
| IR-07 | استان تهران               |
| IR-25 | استان یزد                 |
| IR-11 | استان زنجان               |